# Secrétariat municipal de la jeunesse de Campo Grande
 (mai 2024).
La mise en forme du texte ne suit pas les recommandations de Wikipédia : il faut le « wikifier ».
Les points d'amélioration suivants sont les cas les plus fréquents. Le détail des points à revoir est peut-être précisé sur la page de discussion.
- Les titres sont pré-formatés par le logiciel. Ils ne sont ni en capitales, ni en gras.
- Le texte ne doit pas être écrit en capitales (les noms de famille non plus), ni en gras, ni en italique, ni en « petit »…
- Le gras n'est utilisé que pour surligner le titre de l'article dans l'introduction, une seule fois.
- L'italique est rarement utilisé : mots en langue étrangère, titres d'œuvres, noms de bateaux, etc.
- Les citations ne sont pas en italique mais en corps de texte normal. Elles sont entourées par des guillemets français : « et ».
- Les listes à puces sont à éviter, des paragraphes rédigés étant largement préférés. Les tableaux sont à réserver à la présentation de données structurées (résultats, etc.).
- Les appels de note de bas de page (petits chiffres en exposant, introduits par l'outil «  Source ») sont à placer entre la fin de phrase et le point final[comme ça].
- Les liens internes (vers d'autres articles de Wikipédia) sont à choisir avec parcimonie. Créez des liens vers des articles approfondissant le sujet. Les termes génériques sans rapport avec le sujet sont à éviter, ainsi que les répétitions de liens vers un même terme.
- Les liens externes sont à placer uniquement dans une section « Liens externes », à la fin de l'article. Ces liens sont à choisir avec parcimonie suivant les règles définies. Si un lien sert de source à l'article, son insertion dans le texte est à faire par les notes de bas de page.
- La présentation des références doit suivre les conventions bibliographiques. Il est recommandé d'utiliser les modèles {{Ouvrage}}, {{Chapitre}}, {{Article}}, {{Lien web}} et/ou {{Bibliographie}}. Le mode d'édition visuel peut mettre en forme automatiquement les références.
- Insérer une infobox (cadre d'informations à droite) n'est pas obligatoire pour parachever la mise en page.

Pour une aide détaillée, merci de consulter Aide:Wikification.
Si vous pensez que ces points ont été résolus, vous pouvez retirer ce bandeau et améliorer la mise en forme d'un autre article.
 (mai 2024).
Le Secrétariat municipal de la jeunesse ou SEJUV, est un organisme de l'administration publique de Campo Grande (Brésil), populairement connu pour développer les politiques publiques destinées à la jeunesse de la ville.
SEJUV cherche à promouvoir l'inclusion sociale, le développement personnel et professionnel, la participation civique et la sensibilisation des jeunes de Campo Grande.

## Services et programmes
Le Secrétaire à la jeunesse  offre une variété de services et de programmes pour les jeunes, notamment :
- Cours gratuits : Le secrétariat propose des cours gratuits dans plusieurs domaines, tels que l'assistant administratif, la photographie[3] comme source de revenus, le maquillage automobile, l'hygiène et la manipulation des aliments, l'image de marque et le marketing personnel et le marketing numérique – ventes[4],[5],[6],[7],[8],[9],[10].
- Éducation Financière : En partenariat avec des établissements d'enseignement, le SEJUV propose des cours d'Éducation financière, axés sur les Finances Personnelles.
- Inscription en ligne : L'inscription aux cours peut se faire en ligne, facilitant ainsi l'accès des jeunes aux ressources pédagogiques proposées[11],[12].

## Emplacement
Le siège du SEJUV est situé à Campo Grande et les cours sont proposés au siège et dans d'autres endroits de la ville, tels que les parcs technologiques (ParkTec) et les établissements d'enseignement partenaires (Estácio de Sá, Insted et Uniderp) .

## Impact
Le travail du SEJUV est d'une grande importance pour la communauté locale, car il offre aux jeunes des opportunités de formation et de développement, les prépare au marché du travail et encourage l'entrepreneuriat. En outre, le secrétariat joue un rôle essentiel dans la formation de citoyens conscients et actifs dans la société,,,.